# Adamsiella
Adamsiella, rod crvenih algi u porodici Rhodomelaceae, dio reda Ceramiales. Postoji četiri priznatih vrsta, sve su morske

## Vrste
1. Adamsiella angustifolia (Harvey) L.E.Phillips & W.A.Nelson
2. Adamsiella chauvinii (Harvey) L.E.Phillips & W.A.Nelson
3. Adamsiella lorata L.E.Phillips & W.A.Nelson
4. Adamsiella melchiori L.E.Phillips & W.A.Nelson - tipična